# Phlogophora albifrons
Phlogophora albifrons là một loài bướm đêm trong họ Noctuidae.